# Сипријен Робер
Сипријен Робер (фр. Cyprièn Robert; 1807—1857), француски је слависта и публициста, члан Француске академије. Не постоји целовита и потпуна Роберова биографија, делом и због тога што је и сам Робер био склон мистификовању чињеница из свог живота, врло рано стекавши репутацију боема и чудака. Штавише, место и време смрти Сипријена Робера, као и његов физички изглед, и данас остају непознанице. Према наводима из матичних књига града Анжеа, рођен је 1. фебруара 1807, у скромној сељачкој породици. Луј Леже, још један од познатих француских слависта, о Роберу говори као сину скромног трговца. У Паризу је окончао своје школовање на студијама језика и књижевности. Робер је био велики путник, пешице је прокрстарио Европом и прошао кроз силне пустоловине о којима је причао појединим пријатељима у усменој комуникацији.

## Интелектуална делатност
Прва Роберова књига, Essai d'une philosophie de l'Art, за свој предмет имала је уметност и штампана је о трошку аутора. Године 1846. Робер започиње сарадњу у часопису Revue des Deux Mondes. Ту започиње објављивање низа чланака који су резултат непосредног увида у стварност словенског живља тадашње Аустрије и Турске. Није, нажалост, познато колико је времена провео у непосредном контакту са Словенима; о томе постоји само једна његова неодређена одредба о вишегодишњем боравку међу Словенима са Оријента.